# تلوکلا
تلوکلا، روستایی است از توابع بخش چهاردانگه شهرستان ساری در استان مازندران ایران.
اقوام متشکّل در این روستا شامل خاندان‌های كلاته، نوری، زارعی، نادری، جعفری، مهدوی، فرامرزی، زارع، موسوی، ابراهیمی، رضازاده، عابدی، فلاح، تیما، علیپور، اسدی" می‌باشد.

## جمعیت
این روستا در دهستان چهاردانگه قرار داشته و براساس آخرین سرشماری مرکز آمار ایران که در سال ۱۳۹۵ صورت گرفته، جمعیت آن ۱۱۲نفر (۴۹خانوار) بوده‌است.